# Újszentmargita
Újszentmargita là một thị trấn thuộc hạt Hajdú-Bihar, Hungary. Thị trấn này có diện tích 96,22 km², dân số năm 2010 là 1423 người, mật độ 15 người/km².